# Kaiser Friedrich III-klass
Kaiser Friedrich III-klass var en klass av pre-dreadnought-slagskepp i den tyska Kejserliga marinen. Klassen bestod av fem fartyg; SMS Kaiser Friedrich III, SMS Kaiser Wilhelm II, SMS Kaiser Wilhelm der grosse, SMS Kaiser Barbarossa och SMS Kaiser Karl der Grosse. Huvudbestyckningen utgjordes av fyra 24 cm kanoner i två dubbeltorn, ett i fören och ett i aktern, och den sekundära bestyckningen av arton 15 cm kanoner, av vilka sex var placerade enkeltorn midskepps, och resten i kasematter i skrovet och överbyggnaden. Fartygen byggdes på fyra varv i Tyskland och levererades under perioden 1898–1901. 
Åren 1905–1910 moderniserades samtliga slagskepp i klassen förutom Kaiser Karl der Grosse. Ombyggnaden innefattade bland annat en nedskärning av överbyggnaden, samt att fyra av 15 cm kanonerna avlägsnades från bestyckningen. Under Första världskriget bildade Kaiser-skeppen högsjöflottans 5. slageskader med Kaiser Wilhelm II som flaggskepp. Vid det laget var fartygen emellertid föråldrade, och ansågs inte längre att besitta något stridsvärde. 1915 utrangerades de i snabb följd, och bestyckningen fördes i land för att användas som kustartilleri. Skrotningen av slagskeppen ägde rum 1920–1922.